# Estinzione locale
Si definisce estinzione o estirpazione locale la condizione in cui una specie (o altro taxon) cessa di esistere in una specifica area geografica di studio scelta, sebbene esista ancora altrove. Le estinzioni locali sono in contrasto con le estinzioni globali.
Le estinzioni locali possono essere seguite da una sostituzione delle specie prelevate da altre località; la reintroduzione del lupo ne è un esempio.
Le estinzioni locali segnano un cambiamento nell'ecologia di un'area.

## Animali in estinzione locale
Esempi di stock e popolazioni valutati dalla IUCN per la minaccia di estinzione locale:
- Cervo di palude (tre sottopopolazioni valutate)
- Balenottera azzurra, stock del Pacifico settentrionale e stock del Nord Atlantico
- Balena Bowhead, Balaena mysticetus (cinque sottopopolazioni valutate), da in pericolo critico a LR / cd
- Lago di storione, fulvescens Acipenser, Mississippi e Missouri Bacini sottopopolazione valutata come vulnerabili
- Carpa comune selvatica, Cyprinus carpio (sottopopolazione del Danubio)
- Petrogale nero fiancheggiato, Petrogale lateralis (MacDonnell Ranges sottopopolazione e occidentale Kimberly sottopopolazione)